# Герб комуни Воргорда
Герб комуни Воргорда (швед. Vårgårda kommunvapen) — символ шведської адміністративно-територіальної одиниці місцевого самоврядування комуни Воргорда. 

## Історія
Герб було розроблено для ландскомуни Воргорда. Отримав королівське затвердження 1953 року.    
Після адміністративно-територіальної реформи, проведеної в Швеції на початку 1970-х років, муніципальні герби стали використовуватися лишень комунами. Цей герб був перебраний для нової комуни Воргорда.
Герб комуни офіційно зареєстровано 1974 року.

## Опис (блазон)
У синьому полі стоїть золотий сніп пшениці, у верхніх вигнутих золотих вільних полях по синій гусячій голові з червоним дзьобом.

## Зміст
Зображення гуски походить з печатки 1613 року гераду (територіальної сотні) Гесене. Сніп був на печатці гераду Куллінг з XVІІI століття. Обидва символи уособлюють сільське господарство.      